# Nanomolécula
Nanomoléculas são moléculas cujo tamanho é menor que 100 nm. Um nanômetro (abreviado como nm) é um metro dividido por um bilhão ou seja, 1 nm é igual a 10-9 m. Somente para se ter uma ideia de tamanho, um fio de cabelo tem cerca de 100x10-6m quanto 0.1mm de diâmetro, ou seja, é 100 000 vezes maior que um nanômetro.